# Phyllachora barnadesiae
Phyllachora barnadesiae är en svampart som beskrevs av Syd. 1939. Phyllachora barnadesiae ingår i släktet Phyllachora och familjen Phyllachoraceae.   Inga underarter finns listade i Catalogue of Life.